# Tribunus plebis
A néptribunus vagy tribunus plebis a plebeiusok, a köznép érdekeit védő, a magistratusok közé tartozó fő tisztségviselő volt az ókori Róma köztársasági évszázadaiban.

## A tisztség kialakulása
A tisztség a patriciusok és a plebeiusok földért való harcának köszönhető eredmény volt, ami a köztársaság első két évszázadának legnagyobb belpolitikai összecsapásaként zajlott. A plebeiusok kitartó, szívós harcának eredménye volt, hogy i. e. 494-ben jogaik védelmében különleges jogállású tisztségviselőt (tisztségviselőket) választhattak.

## A tisztség választása és jogállása
A plebeiusok közvetlenül választottak először két képviselőt. A választottak száma rövid időn belül négyre, majd a nép számának gyarapodásával tízre emelkedett. Különleges tisztségviselők voltak. Fő feladatuk a plebeiusok érdekeinek védelme, jogaik feletti őrködés volt, így megakadályozhatták a magistratusok intézkedéseinek végrehajtását, kivéve a censorok utasításait. Csak plebeius volt választható erre a tisztségre. Tiltó szavuk a veto volt (veto: ’megtiltom’), mellyel bármely intézkedést, törvényjavaslatot, határozatot és ítéletet azonnal megszüntethettek. Személyük szent és sérthetetlen volt (sacrosanctus), házukban minden plebeius védelmet élvezett, menedéket talált.
Összehívhatták a plebeiusok gyűlését, később a senatus összehívására is jogot kaptak. Segítőik az aedilis plebisek voltak, akik a Ceres szentélyében a plebeiusok levéltárát és pénztárát őrizték.

## Jelentősebb néptribunok
A tribunus plebis hivatala beépült a közhivatalnoki szervezetbe. Az i. e. 367-re megválasztott Gaius Licinius Stolo és Licinius Sextius Lateranus néptribunusok törvényjavaslatot fogadtadtak el a plebeiusok teljes egyenjogúsítására, a hódításokkal szerzett közbirtokok igénybevételének korlátozására, valamint utóbbi birtoklásának rendjéről (lex Licinia Sextia de modo agrorum).

## Patriciusok harca a néptribunusokkal
A patríciusok különösen Stolót támadták, igyekeztek emlékét beszennyezni. Patricius feleségének bántalmazásával rágalmazták, elterjesztették róla, hogy elsőként szegte meg az általa is szorgalmazott földtörvényt. Ezeket a rágalmakat későbbi századok történészei is átvették. Egyes plebeiusok meggazdagodásával és beházasodásával új arisztokratacsoport alakult ki, beválasztották őket a senatusba, és nobilitasnak nevezték el őket. A birtoktörvényt nem sikerült következetesen megvalósítani, mert a közföldek nagy részét a nobilisok elfoglalták. A birtokviszonyokban a helyzet nem javult.
A későbbiek során a tribunátus rendkívüli hatalomra emelkedett.

## Külső források
- Ürögdi György: Róma kenyere, Róma aranya. Gondolat. Budapest. 1969.
- Majoros József: Római élet. Gemini Kiadó. Budapest.1996.